# Edwin John Pratt
Edwin John Pratt (ur. 4 lutego 1882 w Bay Western w Nowej Fundlandii (Kanada, zm. 26 kwietnia 1964 w Toronto) – kanadyjski poeta pochodzący z Nowej Fundlandii. 
Pratt żył w małej społeczności nowofundlandzkiej. Pochodził z rodziny metodystów (odłam Kościoła anglikańskiego). Jednakże Pratt nie poszedł w ślady ojca i podjął naukę na University of Toronto studiując psychologię, następnie sam nauczał na nim także psychologii oraz angielskiego do 1953. Pratt wykładał też na Victoria College. 
Swoją poezję zaczął publikować w 1914, ale jego pierwszy zbiór Newfoundland Verse ukazał się dopiero w 1923. Pratt stał się pierwszym znanym kanadyjskim poetą początków dwudziestego wieku. Poezja Pratta zdobyła nagrody General Governor w 1937, 1940 i 1952. W 1930 został wybrany do Royal Society Canada, a w 1940 został mu przyznany Lorne Pierce Medal w dziedzinie poezji. 
Pratt był również wydawcą Canadian Magazine Poetry w okresie 1936–1943. Chociaż Pratt nieczęsto odnosi się bezpośrednio do Nowej Fundlandii w swej poezji, morze i życie tej wyspy są centralnymi tematami w jego pracy. Późniejsze jego wiersze mają także odniesienia społeczne, ekonomiczne i narodowe. Pratt w swoich wierszach był przeciwnikiem militaryzmu i okrucieństw wojny, bronił wartości humanitarnych. 

## Publikacje w języku angielskim
1. Rachel: a sea story of Newfoundland in verse. New York: (privately printed), 1917.
2. Newfoundland verse. Toronto: Ryerson: 1923.
3. The witches' brew. Selwyn & Blount, 1925, 1926.
4. The Titans. London: MacMillan, 1926[3].
5. The iron door: an ode. Toronto: MacMillan, 1927.
6. The Roosevelt and the Antinoe Macmillan. New York, 1930.
7. Verses of the Sea. Toronto: MacMillan, 1930.
8. Many moods. Toronto: MacMillan, 1932.
9. The Titanic. Toronto: MacMillan, 1935.
10. The Fable of the Goats and Other Poems. Toronto: MacMillan, 1937.
11. Brebeuf and his brethren 1940[3]. Published as Brebeuf and His Brethren (the North American Martyrs), Basilian, 1942; Toronto
12. Dunkirk. Toronto: MacMillan, 1941.
13. Still life and other verse. Toronto: MacMillan, 1943.
14. Collected Poems of E. J. Pratt. Toronto: MacMillan 1946; enlarged edition, edited by Northrop Frye, 1958.
15. They are returning. Toronto: MacMillan, 1945.
16. Behind the log. Toronto: MacMillan. 1947.
17. Ten selected poems, with notes. 1947.
18. Towards the last spike: A Verse of the Struggle to Build the First Transcontinental from the Time of the Proposed Terms of Union with British Columbia, 1870, to the Hammering of the Last Spike in the Eagle Pass, 1885. Toronto: MacMillan, 1952.
19. Here the tides flow. Toronto: MacMillan, 1962.
20. Selected Poems of E. J. Pratt. Ed. Peter Buitenhuis. Toronto: MacMillan, 1968.
21. Heroic tales in verse. Edited, with pref. and notes by E. J. Pratt. Miami, Fla. : Granger Books, 1977. Reprint of the 1941 ed. published by Macmillan, Toronto.
22. E. J. Pratt: Complete Poems, two volumes. Ed. Sandra Djwa and R. G. Moyles, University of Toronto Press, 1989.